# Idrottsparken
Idrottsparken – wielofunkcyjny stadion w mieście Norrköping w Szwecji. Najczęściej używany jest jako stadion piłkarski, a swoje mecze rozgrywają na nim drużyny IFK Norrköping oraz IK Sleipner. Stadion może pomieścić 19 414 widzów. Został wybudowany w 1903 roku. Gościł także parę meczów Mistrzostw Świata 1958.
Po sezonie 2006 rozpoczęto modernizację stadionu i ma on mieścić pomiędzy 17 a 18 tysięcy widzów. Modernizacja zostanie zakończona w roku 2008.